# Сања
Сања је женско име, чије значење долази од корена сањати.

## Порекло
Сања је у многим језицима је изведено из имена Александар. 
Ово је унисекс име, али је много чешће као женско.

## Значење
На немачком ово име значи мудрост, разборитост. Често се користи у Русији и сматра се да је као варијација имена Александар настало баш у тој земљи. На арапском је име Сања варијанта имена Сани што значи блистава, сјајна.

## Популарност
Сања је увек међу првих 100 у Словенији, мада му популарност мање-више опада гледајући од 1993. до 2005. године. Сања је међу првих сто женских имена у Хрватској, где данас живи преко десет хиљада оваких имењакиња. У Србији је у периоду од 2003. до 2005. било на 42. месту. Занимљиво је да је у јужној Аустралији ово име 2006. било 1082. по популарности.